# Cynara Menezes
Pour les articles homonymes, voir Cynara et Menezes.
Cynara Moreira Menezes (Ipiaú, 1967) est une journaliste brésilienne. Elle a travaillé dans plusieurs publications, dont Folha de S.Paulo, Veja et Carta Capital,; elle est aujourd'hui éditrice en chef du Blog Socialista Morena, qu'elle fonde en 2013. Pour son travail journalistique, en particulier dans le domaine de la politique, elle reçoit en 2013 le Trophée de la presse féminine, dans la catégorie "Journaliste des médias sociaux".
Elle détient un diplôme en journalisme par l'Universidade Federal da Bahia, en 1987.
Elle est l'auteure du livre Zen Socialisme (2015).